# Perłówka siedmiogrodzka
Perłówka siedmiogrodzka (Melica transsilvanica Schur) – gatunek rośliny wieloletniej z rodziny wiechlinowatych.

## Rozmieszczenie geograficzne
Występuje w strefie umiarkowanej Europy i Azji od Francji po Mongolię. W Polsce jest gatunkiem rzadkim; rośnie na Wyżynie Krakowsko-Częstochowskiej, w Karpatach i Sudetach.

## Morfologia

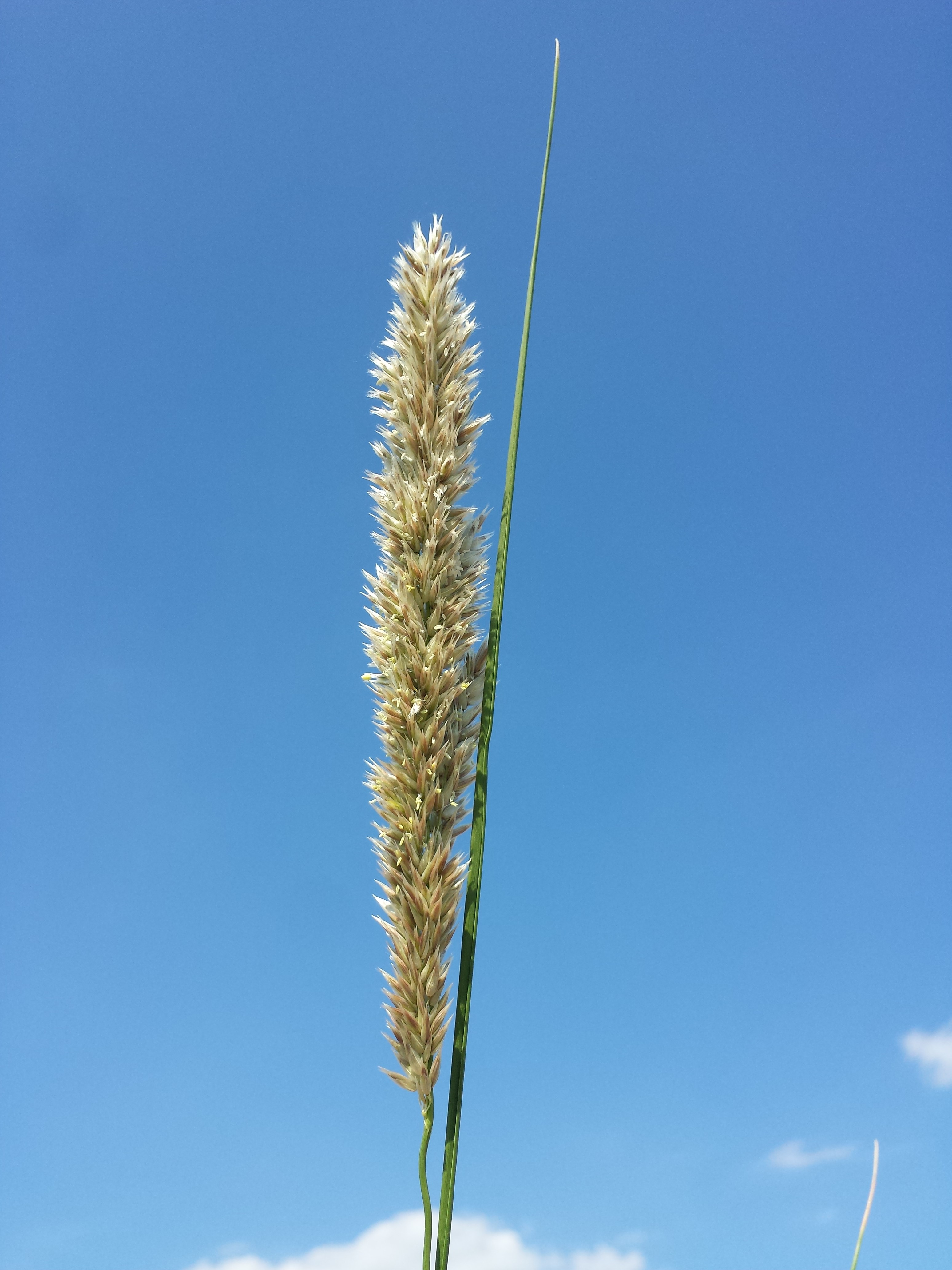
Kwiatostan

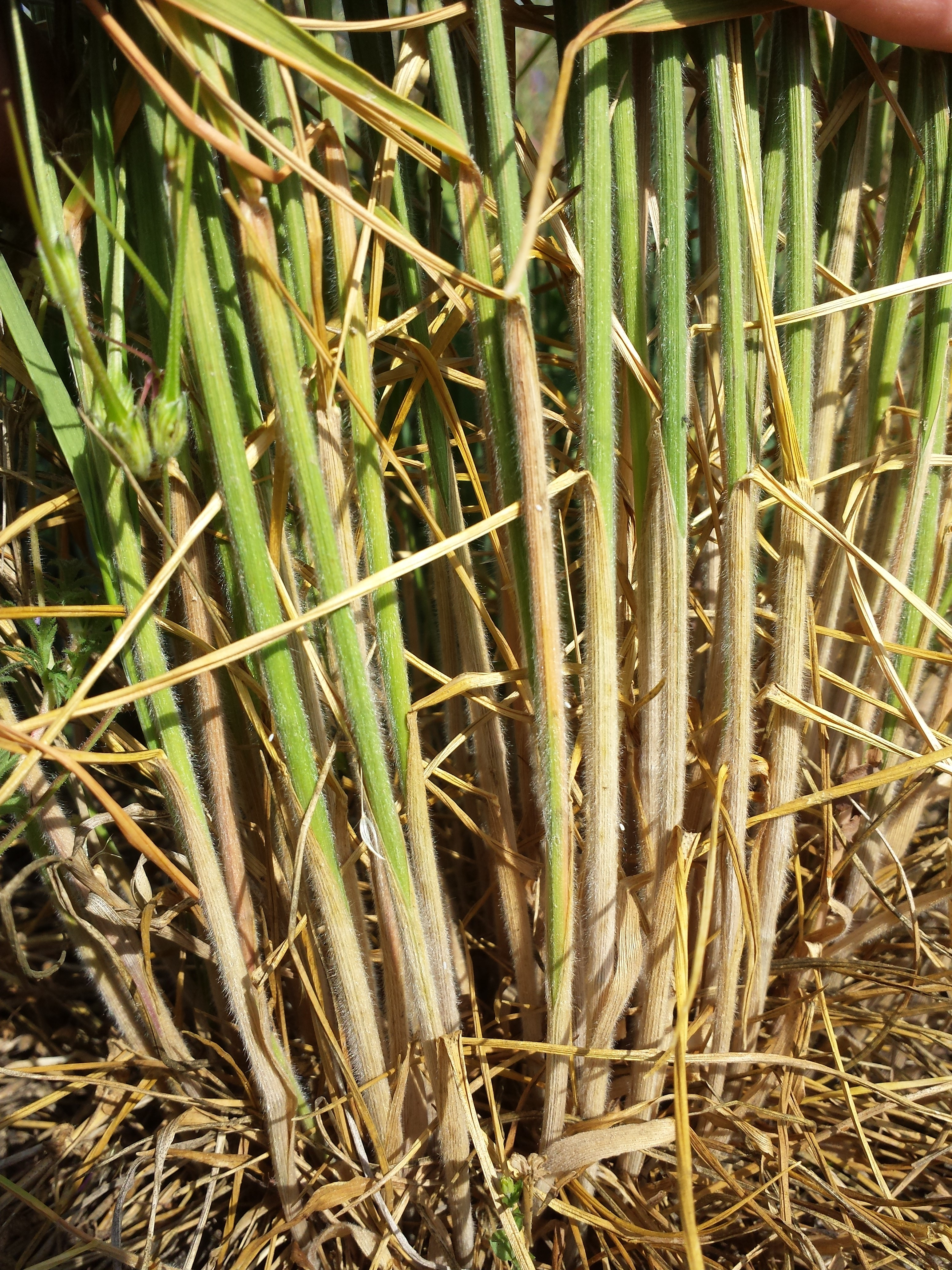
Owłosione pochwy liściowe

PokrójTrawa kępkowa.
ŁodygaSzorstkie źdźbło okryte u nasady brunatnymi pochwami liściowymi.
LiściePochwy liściowe miękko owłosione. Języczek liściowy podługowaty, ostry, do 2,5 mm długości.
KwiatyZebrane w 1-3-kwiatowe kłoski, te z kolei zebrane w gęstą, kłosokształtną wiechę o szorstkiej osi. Plewa dolna podłużnie jajowata, zaostrzona, gładka, szersza i krótsza od górnej. Plewa górna lancetowata, szorstko kropeczkowana. Plewka dolna pierwszego kwiatu w kłosku owłosiona na brzegu.

## Biologia i ekologia
Bylina, hemikryptofit. Rośnie na zboczach, skałach i w widnych lasach. Kwitnie w czerwcu i lipcu. Gatunek charakterystyczny muraw kserotermicznych ze związku Seslerio-Festucion duriusculae.

## Zagrożenia i ochrona
Roślina objęta ścisłą ochroną w Polsce. Umieszczona na Czerwonej liście roślin i grzybów Polski (2006) w grupie gatunków rzadkich, potencjalnie zagrożonych (kategoria zagrożenia R). W wydaniu z 2016 roku otrzymała kategorię NT (bliski zagrożenia).